# Вишняки (Новосибирская область)
Вишняки — посёлок в Куйбышевском районе Новосибирской области. Входит в состав Осиновского сельсовета.

## География
Площадь посёлка — 48 гектаров.

## История
В 1976 году указом Президиума Верховного Совета РСФСР посёлок фермы № 2 совхоза «Осиновский» переименован в Вишняки.

## Население
| 2002 | 2007 | 2010 |
| ---- | ---- | ---- |
| 74   | ↘45  | ↘32  |

## Инфраструктура
В посёлке по данным на 2007 год функционирует 1 учреждение здравоохранения.